# Костел Непорочного Серця Матері Божої (Жищинці)
Костел Непорочного Серця Матері Божої — костел села Жищинці Хмельницької області.

## Історія
Раніше католики латинського обряду у Жищинцях свого храму не мали. З 1991 року тут проводилась систематична душпастирська праця, було зареєстровано статут місцевої громади римо- католиків. Будівництво власного мурованого костелу розпочалось 1992 року, а завершилось у 1996 році. Новоспоруджений храм освятив у 1997 році єпископ Ян Ольшанський MIC.
Близько півтори сотні вірян парафії у Жищинцях разом із філіальною (доїздовою) парафією св. Йосифа у Підлісному Олексинці та селом Балакири обслуговують дієцезіальні священники.